# US Open Series
US Open Series er en sammenslutning af syv tennisturneringer i Nordamerika på ATP World Tour og/eller WTA Tour, der bliver spillet i de fem sidste uger inden US Open.
I de syv turneringer opnår deltagerne i herre- og damesingle point til en særlig rangliste, afhængig af hvor langst spilerne når i turneringerne. De tre bedste kvinder og de tre bedste mænd på denne rangliste vinder en bonus, hvis størrelse afhænger af spillerens placering på ranglisten og vedkommendes resultat i US Open. Hvis en spiller f.eks. vinder både US Open Series og US Open-titlen, så udløses en bonus på $ 1.000.000. 
Fra 2012 til 2018 er serien sponsoreret af Emirates Airline og markedsføres derfor under sponsornavnet Emirates Airline US Open Series.

## Historie
Indtil 2004 blev mange af de nordamerikanske turneringer ikke tv-transmitteret. Undtagelserne var ATP World Tour Masters 1000-turneringerne i Canada og Cincinnati. Som et forsøg på at skabe mere fokus på de amerikanske tennisturneringer og få dem tv-transmitteret blev US Open Series oprettet i 2004. Der transmitteres nu i alt ca. 50 timers tv fra de fem ikke-Masters turneringer, ca. 2 timer hver dag i finaleweekenderne, primært på ESPN2. CBS og Tennis Channel dækker også en del af turneringerne.
I 2005 blev Kim Clijsters den første spiller, der vandt både US Open Series og US Open, og modtog dermed $ 2,2 millioner, den indtil største pengepræmie i kvindesport. I 2010 vandt hun igen $ 2,2 millioner, denne gang $ 1,7 millioner for US Open-titlen og $ 500.000 i bonus for andenpladsen i US Open Series.
I 2007 blev Roger Federer den første mandlige spiller, der vandt både US Open Series og US Open-titlen, hvilket gav en samlet præmie  på 2,4 millioner dollars, heraf $ 1,4 millioner for titlen og $ 1 million i form af US Open Series-bonus.
I 2013 vandt både Serena Williams og Rafael Nadal US Open efter at have vundet US Open Series. På grund af flere stigninger i pengepræmierne gennem årene, overgik de to spillere Roger Federers rekord ved hver at vinde 3,6 millioner dollars.

## Turneringer
I 2014 består US Open Series af følgende turneringer:
| Uge | Mænd                                 | Mænd                        | Kvinder                              | Kvinder         |
| Uge | Turnering                            | Kategori                    | Turnering                            | Kategori        |
| --- | ------------------------------------ | --------------------------- | ------------------------------------ | --------------- |
| 1   | BB&T Atlanta Open i Atlanta          | ATP World Tour 250          | Ingen turnering                      | Ingen turnering |
| 2   | Citi Open i Washington DC            | ATP World Tour 500          | Bank of the West Classic i Stanford  | WTA Premier     |
| 3   | Rogers Cup i Toronto                 | ATP World Tour Masters 1000 | Rogers Cup i Montreal                | WTA Premier 5   |
| 4   | Western & Southern Open i Cincinnati | ATP World Tour Masters 1000 | Western & Southern Open i Cincinnati | WTA Premier 5   |
| 5   | Winston-Salem Open i Winston-Salem   | ATP World Tour 250          | New Haven Open at Yale i New Haven   | WTA Premier     |

## Pointfordeling
Spillerne opnår point til US Open Series afhængig af hvor langt de når i turneringerne. De er flere point på spil i turneringerne i kategorierne ATP World Tour Masters 1000 og WTA Premier 5, dvs. turneringerne i Canada og Cincinnati. Siden 2008 har pointfordelingen været som følger.
| Runde               | ATP Masters 1000 WTA Premier 5 | ATP World Tour 500 & 250 WTA Premier |
| ------------------- | ------------------------------ | ------------------------------------ |
| Vinder              | 100                            | 70                                   |
| Finalist            | 70                             | 45                                   |
| Semifinalist        | 45                             | 25                                   |
| Kvartfinalist       | 25                             | 15                                   |
| Ottendedelsfinalist | 15                             | 0                                    |
| Tidligere runder    | 0                              | 0                                    |

## Resultater

### Spillere med US Open Series bonus
| W  | Vandt turneringen      |
| F  | Tabte i finalen        |
| SF | Tabte i semifinalerne  |
| QF | Tabte i kvartfinalerne |
| #R | Tabte i #. runde       |
| A  | Deltog ikke            |

Nedenfor er angivet de spillere, der i hver sæson er sluttet i top 3 i US Open Series, deres pointtotal samt deres resultat i US Open. Bemærk, at kun spillere, der opnår point i mindst to US Open Series-turneringer kan indgå i top 3.

#### Mænd
| År   | Nr. 1 i US Open Series | Nr. 1 i US Open Series | Nr. 1 i US Open Series | Nr. 2 i US Open Series | Nr. 2 i US Open Series | Nr. 2 i US Open Series | Nr. 3 i US Open Series | Nr. 3 i US Open Series | Nr. 3 i US Open Series |
| År   | Spiller                | Point                  | Resultat               | Spiller                | Point                  | Resultat               | Spiller                | Point                  | Resultat               |
| ---- | ---------------------- | ---------------------- | ---------------------- | ---------------------- | ---------------------- | ---------------------- | ---------------------- | ---------------------- | ---------------------- |
| 2004 | Lleyton Hewitt         | 155                    | F                      | Andy Roddick           | 155                    | QF                     | Andre Agassi           | 123                    | QF                     |
| 2005 | Andy Roddick           | 120                    | 1R                     | Andre Agassi           | 105                    | F                      | Rafael Nadal           | 100                    | 3R                     |
| 2006 | Andy Roddick           | 147                    | F                      | Fernando González      | 124                    | 3R                     | Andy Murray            | 105                    | 4R                     |
| 2007 | Roger Federer          | 170                    | W                      | James Blake            | 167                    | 4R                     | Andy Roddick           | 112                    | QF                     |
| 2008 | Rafael Nadal           | 145                    | SF                     | Andy Murray            | 145                    | F                      | Juan Martín del Potro  | 140                    | QF                     |
| 2009 | Sam Querrey            | 175                    | 3R                     | Andy Murray            | 145                    | 4R                     | Juan Martín del Potro  | 140                    | W                      |
| 2010 | Andy Murray            | 170                    | 3R                     | Roger Federer          | 170                    | SF                     | Mardy Fish             | 140                    | 4R                     |
| 2011 | Mardy Fish             | 230                    | 4R                     | Novak Djokovic         | 170                    | W                      | John Isner             | 140                    | QF                     |
| 2012 | Novak Djokovic         | 170                    | F                      | John Isner             | 140                    | 3R                     | Sam Querrey            | 135                    | 3R                     |
| 2013 | Rafael Nadal           | 200                    | W                      | John Isner             | 185                    | 3R                     | Juan Martin del Potro  | 130                    | 2R                     |
| 2014 |                        |                        |                        |                        |                        |                        |                        |                        |                        |

#### Kvinder
| År   | Nr. 1 i US Open Series | Nr. 1 i US Open Series | Nr. 1 i US Open Series | Nr. 2 i US Open Series | Nr. 2 i US Open Series | Nr. 2 i US Open Series | Nr. 3 i US Open Series | Nr. 3 i US Open Series | Nr. 3 i US Open Series |
| År   | Spiller                | Point                  | Resultat               | Spiller                | Point                  | Resultat               | Spiller                | Point                  | Resultat               |
| ---- | ---------------------- | ---------------------- | ---------------------- | ---------------------- | ---------------------- | ---------------------- | ---------------------- | ---------------------- | ---------------------- |
| 2004 | Lindsay Davenport      | 100                    | SF                     | Amélie Mauresmo        | 100                    | QF                     | Jelena Likhovtseva     | 70                     | 1R                     |
| 2005 | Kim Clijsters          | 225                    | W                      | Mary Pierce            | 100                    | F                      | Amélie Mauresmo        | 80                     | QF                     |
| 2006 | Ana Ivanovic           | 127                    | 3R                     | Marija Sjarapova       | 122                    | W                      | Kim Clijsters          | 120                    | A                      |
| 2007 | Marija Sjarapova       | 122                    | 3R                     | Jelena Janković        | 107                    | QF                     | Patty Schnyder         | 97                     | 3R                     |
| 2008 | Dinara Safina          | 170                    | SF                     | Marion Bartoli         | 90                     | 4R                     | Dominika Cibulková     | 85                     | 3R                     |
| 2009 | Jelena Dementieva      | 170                    | 2R                     | Flavia Pennetta        | 140                    | QF                     | Jelena Janković        | 140                    | 2R                     |
| 2010 | Caroline Wozniacki     | 185                    | SF                     | Kim Clijsters          | 125                    | W                      | Svetlana Kuznetsova    | 115                    | 4R                     |
| 2011 | Serena Williams        | 170                    | F                      | Agnieszka Radwańska    | 130                    | 2R                     | Marija Sjarapova       | 130                    | 3R                     |
| 2012 | Petra Kvitová          | 215                    | 4R                     | Li Na                  | 170                    | 3R                     | Dominika Cibulková     | 100                    | 3R                     |
| 2013 | Serena Williams        | 170                    | W                      | Victoria Azarenka      | 145                    | F                      | Agnieszka Radwańska    | 130                    | 4R                     |
| 2014 |                        |                        |                        |                        |                        |                        |                        |                        |                        |

## Vindere af turneringer i US Open Series

### Mænd
| År   | Los Angeles     | Indianapolis el. Atlanta | Washington      | Montreal el. Toronto | Cincinnati    | New Haven el. Winston-Salem |
| ---- | --------------- | ------------------------ | --------------- | -------------------- | ------------- | --------------------------- |
| 2004 | Haas (1/2)      | Roddick (1/5)            | Hewitt          | Federer (1/7)        | Agassi (1/2)  | Ikke spillet                |
| 2005 | Agassi (2/2)    | Ginepri (1/2)            | Roddick (2/5)   | Nadal (1/4)          | Federer (2/7) | Blake (1/3)                 |
| 2006 | Haas (2/2)      | Blake (2/3)              | Clément         | Federer (3/7)        | Roddick (3/5) | Davydenko                   |
| 2007 | Štěpánek (1/2)  | Tursunov                 | Roddick (4/5)   | Djokovic (1/3)       | Federer (4/7) | Blake (3/3)                 |
| 2008 | Del Potro (1/4) | Simon                    | Del Potro (2/4) | Nadal (2/4)          | Murray (1/4)  | Čilić                       |
| 2009 | Querrey (1/3)   | Ginepri (2/2)            | Del Potro (3/4) | Murray (2/4)         | Federer (5/7) | Verdasco                    |
| 2010 | Querrey (2/3)   | Fish (1/2)               | Nalbandian      | Murray (3/4)         | Federer (6/7) | Stakhovskij                 |
| 2011 | Gulbis          | Fish (2/2)               | Štěpánek (2/2)  | Djokovic (2/3)       | Murray (4/4)  | Isner (1/4)                 |
| 2012 | Querrey (3/3)   | Roddick (5/5)            | Dolgopolov      | Djokovic (3/3)       | Federer (7/7) | Isner (2/4)                 |
| 2013 | Ikke spillet    | Isner (3/4)              | Del Potro (4/4) | Nadal (3/4)          | Nadal (4/4)   | Melzer                      |
| 2014 | Ikke spillet    | Isner (4/4)              | Raonic          | Tsonga               |               |                             |

### Kvinder
| År   | Stanford          | San Diego el. Carlsbad | Los Angeles el. Washington | Cincinnati                | Montreal el. Toronto | New Haven        |
| ---- | ----------------- | ---------------------- | -------------------------- | ------------------------- | -------------------- | ---------------- |
| 2004 | Davenport (1/4)   | Davenport (2/4)        | Davenport (3/4)            | Ikke med i US Open Series | Mauresmo             | Bovina           |
| 2005 | Clijsters (1/5)   | Pierce                 | Clijsters (2/5)            | Ikke med i US Open Series | Clijsters (3/5)      | Davenport (4/4)  |
| 2006 | Clijsters (4/5)   | Sjarapova (1/3)        | Dementieva (1/2)           | Ikke med i US Open Series | Ivanovic (1/2)       | Henin (1/2)      |
| 2007 | Tjakvetadze       | Sjarapova (2/3)        | Ivanovic (2/2)             | Ikke med i US Open Series | Henin (2/2)          | Kuznetsova (1/2) |
| 2008 | Wozniak           | Ikke spillet           | Safina (1/2)               | Ikke med i US Open Series | Safina (2/2)         | Wozniacki (1/5)  |
| 2009 | Bartoli           | Ikke spillet           | Pennetta                   | Janković                  | Dementieva (2/2)     | Wozniacki (2/5)  |
| 2010 | Azarenka (1/2)    | Kuznetsova (2/2)       | Ikke spillet               | Clijsters (5/5)           | Wozniacki (3/5)      | Wozniacki (4/5)  |
| 2011 | S. Williams (1/5) | Radwańska (1/2)        | Ikke spillet               | Sjarapova (3/3)           | S. Williams (2/5)    | Wozniacki (5/5)  |
| 2012 | S. Williams (3/5) | Cibulková (1/2)        | Rybáriková                 | Li                        | Kvitová (1/2)        | Kvitová (2/2)    |
| 2013 | Cibulková (2/2)   | Stosur                 | Ikke med i US Open Series  | Azarenka (2/2)            | S. Williams (4/5)    | Halep            |
| 2014 | S. Williams (5/5) | Ikke spillet           | Ikke med i US Open Series  |                           | Radwańska (2/2)      |                  |

## Rekorder
Opdateret efter US Open Series 2013.
| Kategori                                      | Mænd                                                                                               | Kvinder                                                      |
| --------------------------------------------- | -------------------------------------------------------------------------------------------------- | ------------------------------------------------------------ |
| Vindere af US Open Series og US Open samme år | Roger Federer (2007) Rafael Nadal (2013)                                                           | Kim Clijsters (2005) Serena Williams (2013)                  |
| Flest point i US Open Series i en sæson       | Mardy Fish (230 point i 2011)                                                                      | Kim Clijsters (225 point i 2005)                             |
| Flest sejre i US Open Series                  | Andy Roddick, 2 (2005 & 2006) Rafael Nadal, 2 (2008 & 2013)                                        | Serena Williams, 2 (2011 & 2013)                             |
| Flest gange i top3 i US Open Series           | Andy Roddick, 4 (2004–2, 2005–1, 2006–1 & 2007–3) Andy Murray, 4 (2006–3, 2008–2, 2009–2 & 2010–1) | Marija Sjarapova, 3 (2006–2, 2007–1 & 2011–3)                |
| Flest turneringssejre i US Open Series        | Roger Federer (7)                                                                                  | Kim Clijsters (5) Serena Williams (5) Caroline Wozniacki (5) |
| Største udbetaling                            | Rafael Nadal ($ 3,6 millioner i 2013)                                                              | Serena Williams ($ 3,6 millioner i 2013)                     |
| Bedste land i US Open Series:                 | USA (21 turneringssejre)                                                                           | Rusland (11 turneringssejre)                                 |